# Tribunal Regional do Trabalho da 11.ª Região
O Tribunal Regional do Trabalho da 11ª Região, com sede em Manaus, Estado de Amazonas, é um órgão da Justiça do Trabalho, pertencente ao Poder Judiciário da República Federativa do Brasil, o qual exerce jurisdição em todo território do Estado de Amazonas e Roraima.

## Criação do TRT da 11ª Região
A história do Tribunal Regional do Trabalho da 11ª Região começou no dia 1ª de junho de 1981 com a edição da Lei nº 6.915 de criação do Tribunal, assinada pelo Presidente da República João Baptista Figueiredo e pelo Ministro da Justiça Ibrahim Abi-Ackel. A Lei determinava que o TRT11 seria composto por seis juízes togados vitalícios e dois classistas temporários, representantes dos empregados e empregadores, além de seus suplentes.
À época de sua criação, o TRT11 tinha sob sua jurisdição os Estados do Amazonas e do Acre e os Territórios Federais de Rondônia e Roraima, que foram desmembrados da jurisdição do TRT da 8ª Região, que passou a abranger apenas os Estados do Pará e do Amapá. O primeiro presidente do TRT11 foi o juiz Benedicto Cruz Lyra. Juízes e funcionários componentes do quadro de pessoal do TRT da 8ª Região passaram, por opção, à nova jurisdição da 11ª Região Trabalhista. A mesma Lei de criação do TRT11 instituiu também a criação da Procuradoria Regional do Trabalho da 11ª Região, órgão do Ministério Público junto à Justiça do Trabalho.

## Instalação
A cerimônia de instalação do TRT da 11ª Região foi realizada no dia 15 de dezembro de 1981, no palco do Teatro Amazonas. No mesmo dia, logo após a solenidade, foi inaugurado o primeiro prédio-sede do Tribunal Regional do Trabalho da 11ª Região, em Manaus, localizado na Rua Dr. Machado, nº 930 – Praça 14 de Janeiro, sob as bênçãos do Arcebispo de Manaus, Dom Milton Correa Pereira. Em 1995, a sede foi transferida para o prédio localizado na Rua Visconde de Porto Alegre, nº 1265, também no bairro Praça 14 de Janeiro.

## Composição
Quando criado, o TRT11 possuía oito Juízes Togados (atualmente denominados Desembargadores do Trabalho). Em 2009, a Lei nº 11.987 alterou a composição e a organização interna do Tribunal Regional do Trabalho da 11ª Região e criou mais seis cargos de Juiz do Tribunal. Assim, o Tribunal Pleno da 11ª Região passou a ser composto por 14  Desembargadores do Trabalho (um ainda a ser nomeado) que, divididos em três Turmas, realizam os julgamentos da 2ª Instância. Já no âmbito na primeira instância, o TRT da 11ª Região conta com 19 juízes titulares em Manaus, 10 juízes titulares no interior do Amazonas, e três juízes titulares em Boa Vista.

## Administração
Atualmente, para o biênio 2016/2018, o TRT11 está sob a presidência da Exma. Desembargadora do Trabalho Eleonora Saunier Gonçalves, sendo o vice-presidente o Exmo. Desembargador do Trabalho Jorge Alvaro Marques Guedes e o corregedor o Exmo. Desembargador do Trabalho Audaliphal Hildebrando da Silva. 

## Jurisdição
No ano de 1986, foi editada a Lei nº 7.523 de 17 de julho, que criou o TRT da 14ª Região, abrangendo os Estados de Rondônia e do Acre, com sede em Porto Velho-RO. Assim, a jurisdição do TRT da 11ª Região ficou restrita aos Estados do Amazonas e de Roraima.
Atualmente, o TRT11 possui 32 Varas do Trabalho, assim distribuídas pela jurisdição: 19 Varas do Trabalho em Manaus; 10 em municípios do interior do Estado do Amazonas (Parintins, Itacoatiara, Tabatinga, Coari, Humaitá, Lábrea, Eirunepé, Manacapuru, Presidente Figueiredo e Tefé); e três VTs no Estado de Roraima, todas sediadas na capital Boa Vista-RR.
Sendo assim, o Tribunal Regional do Trabalho da 11ª Região é composto, atualmente, por:

### 1ª Instância:
19 Varas do Trabalho em Manaus (AM) – localizadas no Fórum Trabalhista de Manaus, na rua Ferreira Pena, nº 546, Centro. 
10 Varas do Trabalho no interior do Amazonas, nos municípios de Itacoatiara, Manacapuru, Coari, Lábrea, Presidente Figueiredo, Tabatinga, Parintins, Eirunepé, Tefé e Humaitá. 
3 Varas do Trabalho na cidade de Boa Vista (RR), localizadas no Fórum de Boa Vista, na Av. Benjamin Constant, nº 1853 - Centro, em Boa Vista, estado de Roraima.

### 2ª Instância:
Sede: Rua Visconde de Porto Alegre, nº 1265 – Praça 14 

#### Segue jurisdição das Varas do Trabalho nos municípios
| Varas do Trabalho             | Municípios |
| Manaus (AM) - 1ª a 19ª Vara   | Manaus |
| Boa Vista (RR) - 1ª a 3ª Vara | Boa Vista, Caracaraí,Mucajaí, Iracema, Rorainópolis, Uiramutã, Pacaraima, Amajari, Alto Alegre, Bonfim, Cantá, São Luiz, São João da Baliza, Caroebe e Normandia |
| Parintins (AM)                | Parintins, Barreirinha, Nhamundá, Boa Vista do Ramos e Maués |
| Itacoatiara (AM)              | Itacoatiara, Itapiranga, Silves, Urucurituba, São Sebastião do Uatumã, Urucará, Nova Olinda do Norte e Rio Preto da Eva                                          |
| Eirunepé (AM)                 | Eirunepé, Envira, Ipixuna, Guajará, Itamarati e Carauari |
| Tefé (AM)                     | Tefé, Alvarães, Fonte Boa, Juruá, Japurá, Maraã, Uarini e Jutaí                                                                                                  |
| Manacapuru (AM)               | Manacapuru, Anamã, Caapiranga, Iranduba, Manaquiri, Novo Airão, Beruri, Anori, Autazes, Careiro e Careiro da Várzea                                              |
| Coari (AM)                    | Coari, Codajás |
| Humaitá (AM)                  | Humaitá, Apuí, Manicoré, Novo Aripuanã e Borba |
| Lábrea (AM)                   | Lábrea, Canutama, Tapauá, Boca do Acre e Pauini |
| Tabatinga (AM)                | Tabatinga, Atalaia do Norte, Benjamin Constant, São Paulo de Olivença, Amutará, Santo Antônio do Içá e Tonantins                                                 |
| Presidente Figueiredo (AM)    | Presidente Figueiredo, Barcelos, Santa Isabel do Rio Negro e São Gabriel da Cachoeira                                                                            |